# Fort d'Englos
Le fort d'Englos, appelé brièvement fort Pierquin, est un ouvrage fortifié situé sur la commune d'Ennetières-en-Weppes, juste au nord du village d'Englos, dans le département du Nord.

## Description
Le camp retranché de Lille était composée principalement d'une ceinture de sept forts, onze ouvrages et deux batteries ; Englos est un fort détaché à l'ouest de cette ceinture, sur une petite hauteur (seulement 50 mètres d'altitude) dominant la plaine alentour. Il est désormais presque isolé par la construction de l'autoroute A25, de l'échangeur d'Englos et de la voie rapide D652 (ancienne route nationale 352).
C'est un fort Séré de Rivières de la première génération, construit en maçonnerie de briques recouverte d'une épaisse couche de terre, entouré de fossés défendus par des caponnières. L'artillerie était placée sur des plateformes à l'air libre, séparées par des traverses-abris.

## Histoire
Par le décret du 21 janvier 1887, le ministre de la Guerre Georges Boulanger renomme tous les forts, batteries et casernes avec les noms d'anciens chefs militaires. Pour le fort d'Englos, son « nom Boulanger » est en référence au général de brigade de la Révolution Nicolas Pierquin, blessé mortellement à la bataille de Tourcoing en 1794 : le nouveau nom devait être gravé au fronton de l'entrée. Dès le 13 octobre 1887, le successeur de Boulanger au ministère, Théophile Ferron, abroge le décret. Le fort reprend officiellement son nom précédent.
Les fortifications de la place forte de Lille n'ont pas été modernisées à la fin du XIXe siècle (pas de béton ni de cuirassement) ; en conséquence, la place est déclassée en 1910. L'agglomération est proclamée « ville ouverte » par décret du 1er août 1914, le poste de gouverneur de Lille (c'est alors le général Lebas) est supprimé et le matériel militaire commence à être évacué (vers Maubeuge, Hirson, Vincennes et Versailles). Mais le 21 août, le commandant en chef Joffre nomme le général Herment, qui commandait à Douai, commandant de la défense de Lille ; dès le 24 c'est le contre-ordre, il faut évacuer en catastrophe l'arsenal d'artillerie et les dépôts d'infanterie (ceux-ci au Havre). L'agglomération reste ensuite en dehors de la zone des opérations jusqu'au retour de quelques unités françaises le 16 septembre ; les combats d'octobre ne concernent que le centre-ville et les faubourg est et sud.
Les forces allemandes utilisent le fort pendant les deux conflits mondiaux, la première fois comme site de garnison et dépôt de munitions et la seconde fois comme dépôt d'essence. Le 14 avril 1942, 35 civils sont fusillés dans les fossés. Le 9 août 1944 vers 23 h, l'aviation alliée bombarde le fort avec environ 2 500 bombes.
Pendant la guerre froide, ce sont les militaires du 43e régiment d'infanterie qui l'utilisent comme terrain d'entraînement. Déclassé le 23 août 1962, le fort est vendu à la commune le 4 octobre 1996. L'association « Les amis du fort Pierquin » est fondée le 26 septembre 2002, se chargeant des quelques visites.